# Belle Chasse
Belle Chasse est une census-designated place située dans la paroisse des Plaquemines et au sein de l'aire métropolitaine de La Nouvelle-Orléans, dans l’État de Louisiane, aux États-Unis. Sa population s’élevait à 12 679 habitants lors du recensement de 2010.

## Démographie
| Groupe            | Belle Chasse | Louisiane | États-Unis |
| ----------------- | ------------ | --------- | ---------- |
| Blancs            | 84,1         | 62,6      | 72,4       |
| Afro-Américains   | 7,9          | 32,0      | 12,6       |
| Métis             | 2,8          | 1,6       | 2,9        |
| Asiatiques        | 2,3          | 1,6       | 4,8        |
| Autres            | 1,6          | 1,5       | 6,2        |
| Amérindiens       | 1,0          | 0,7       | 0,9        |
| Océaniens         | 0,2          | 0,0       | 0,2        |
| Total             | 100          | 100       | 100        |
|                   |              |           |            |
| Latino-Américains | 6,3          | 4,3       | 16,7       |

Selon l'American Community Survey, pour la période 2011-2015, 91,60 % de la population âgée de plus de 5 ans déclare parler anglais à la maison, alors que 5,19 % déclare parler l'espagnol, 1,44 % le serbo-croate, 1,18 % le vietnamien, et 0,59 % une autre langue.

## Transports
Belle Chasse possède un héliport (Logistics Heliport, code AITA : BCS).

## Source
- (en) Cet article est partiellement ou en totalité issu de l’article de Wikipédia en anglais intitulé « Belle Chasse, Louisiana » (voir la liste des auteurs).

1. ↑  (en) « Belle Chasse, LA Population - Census 2010 and 2000 ».
2. ↑  (en) « Population of Louisiana - Census 2010 and 2000 », sur censusviewer.com.
3. ↑  (en) « Language spoken at home by ability to speak English for the population 5 years and over », sur factfinder.census.gov.